# Cantón de Aigurande
El cantón de Aigurande era una división administrativa francesa, que estaba situada en el departamento de Indre y la región de Centro-Valle de Loira.

## Composición
El cantón estaba formado por nueve comunas:
- Aigurande
- Crevant
- Crozon-sur-Vauvre
- La Buxerette
- Lourdoueix-Saint-Michel
- Montchevrier
- Orsennes
- Saint-Denis-de-Jouhet
- Saint-Plantaire

## Supresión del cantón de Aigurande
En aplicación del Decreto n.º 2014-178 de 18 de febrero de 2014, el cantón de Aigurande fue suprimido el 22 de marzo de 2015 y sus 9 comunas pasaron a formar parte del nuevo cantón de Neuvy-Saint-Sépulchre.